# Магістраль Банг На
Магістраль Банг На — естакада в місті Бангкок, Таїланд. Загальна довжина становить 54 кілометри. Ширина, з трьома смугами руху в кожну сторону, 27,2 метра. Загальна вартість проєкту, будівництво якого тривало п'ять років з 1995 по 2000 рік, склала більш як 1 млрд доларів США. Відкрито 7 лютого 2000 року. Дана споруда збудована з метою боротьби з пробками при в'їзді до міста і проїзд по даному мосту платний, при тому, що існує безплатна наземна альтернатива.